# Alfons Bierebeek
Alfons Bierebeek (ur. 10 czerwca 1934) – belgijski pływak, uczestnik Letnich Igrzysk 1952 w Helsinkach.
Podczas igrzysk olimpijskich w 1952 roku wystartował w sztafecie 4 × 200 metrów stylem dowolnym. Razem z zespołem odpadli w eliminacjach z czasem 9:45,5.